# Ilford (Londen)
Ilford is de centrale wijk van het Londense bestuurlijk gebied London Borough of Redbridge, in het oosten van de regio Groot-Londen.
Veel inwoners van Ilford hebben een migratie-achtergrond.
Ilford komt in het Domesday Book (1086) voor als 'Ilefort'.
Het centrale treinstation in de wijk is Station Ilford, met van oudsher een frequente spoorverbinding met de City of London. In 2015 werd de treindienst overgeheveld van Greater Anglia naar TfL Rail. In 2022, na de voltooiing van het Crossrail-project, is deze treindienst onderdeel geworden van de Elizabeth line, een snelle, grotendeels ondergrondse spoorverbinding met de belangrijkste bestemmingen in Centraal-Londen en de luchthaven Londen Heathrow in West-Londen. Gants Hill is een metrostation aan de Central line.
Ilford werd in de toekomstvisie London Plan (2004/2015) aangemerkt als een van de 19 metropolitan centres van Groot-Londen met een verzorgingsgebied groter dan de eigen borough. Tevens was het een van de 38 opportunity areas in de agglomeratie, gebieden met positieve ontwikkelingsmogelijkheden.

## Afbeeldingen

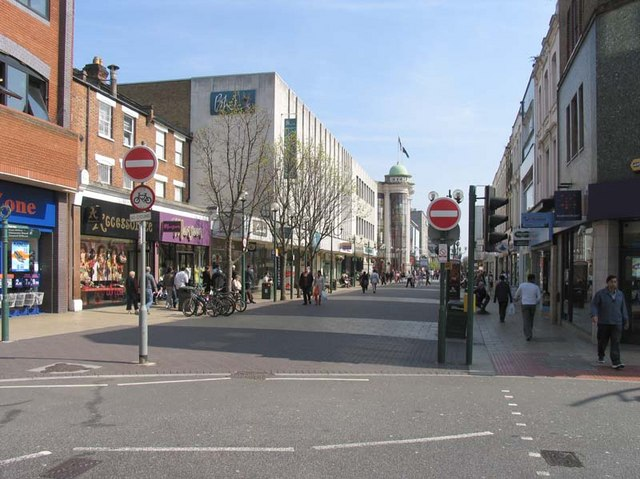
Ilford High Road
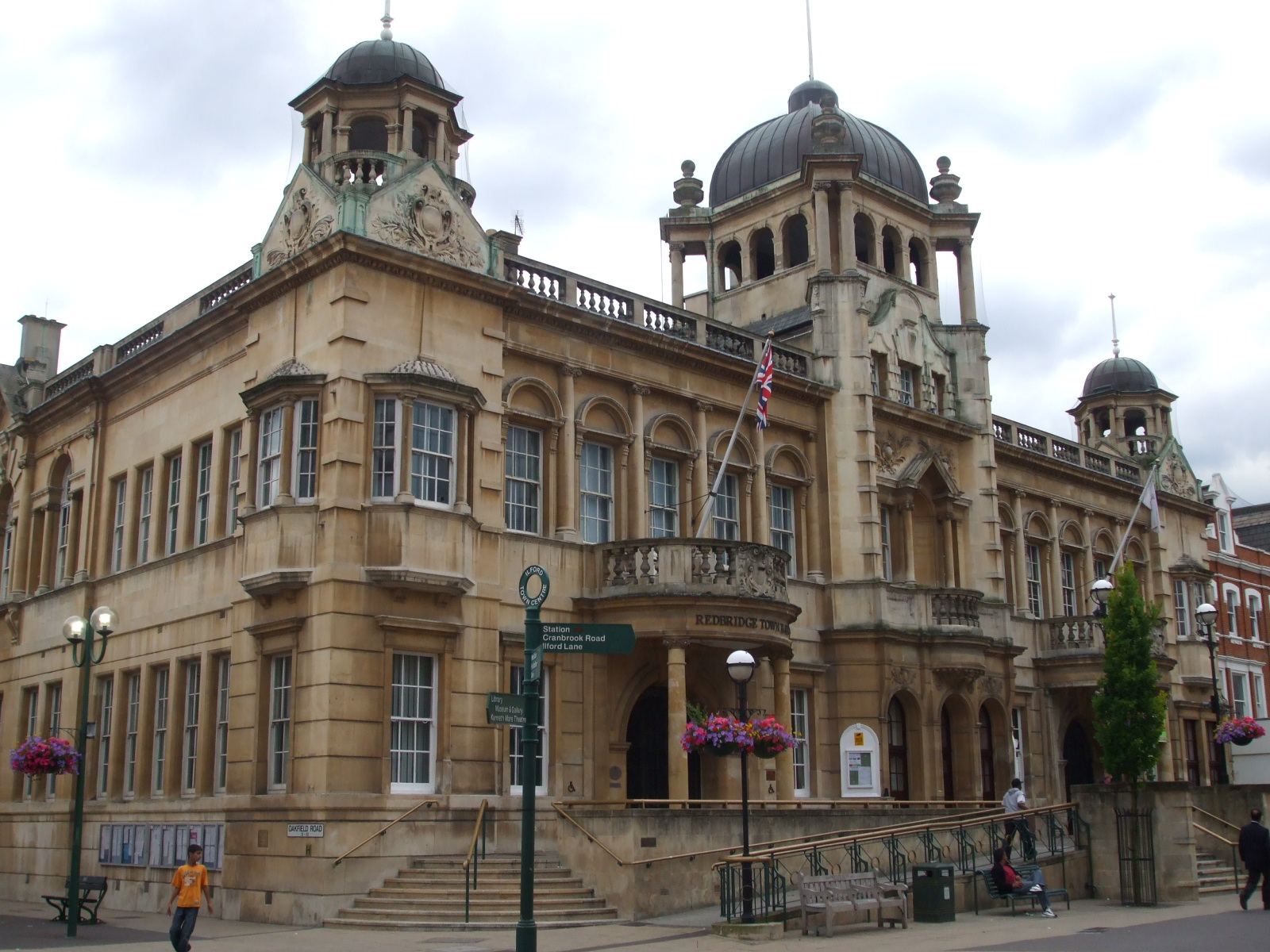
Ilford Redbridge Town Hall
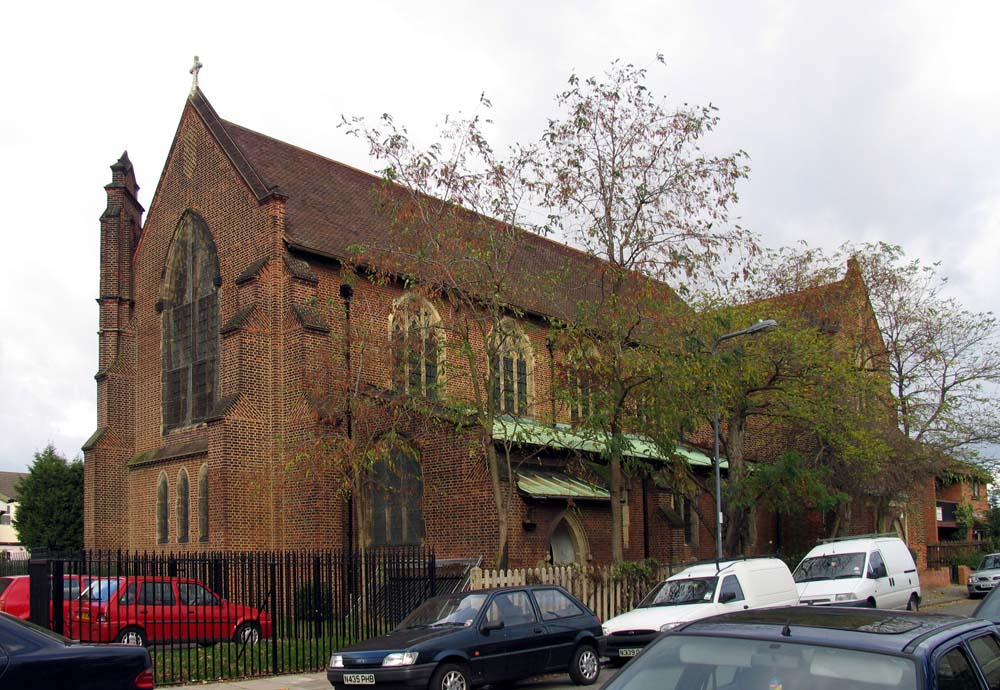
St Luke's Church

## Geboren in Ilford
- Kenny Ball (1930-2013), jazzmuzikant
- Maggie Smith (1934-2024), actrice
- Bramwell Tovey (1953-2022), componist, dirigent en pianist
- Sean Maguire (1976), acteur en zanger